# Vicente de Vera
Vicente de Vera (Bulan, 22 augustus 1871 - 10 april 1951) was een Filipijns politicus. De Vera was van 1907 tot 1909 lid van het Filipijns Huis van Afgevaardigden. Van 1916 tot 1925 was de Vera lid van de Senaat van de Filipijnen.

## Biografie
Vicente de Vera werd geboren op 22 augustus 1871 in Bulan in de Filipijnse provincie Sorsogon. Zijn lagere- en middelbareschoolopleiding volgde hij aan het seminarie van Nueva Caceres. Aansluitend studeerde hij rechten aan de University of Santo Tomas, waar hij in maart 1898 zijn licentiaat behaalde. Na zijn afstuderen werkte hij vanaf 1900 als jurist voor Sorsogon.
De Vera werd in 1904 benoemd tot viceburgemeester van de gemeente Sorsogon. In datzelfde jaar verving hij tijdelijk Bemardino Monreal als gouverneur van de provincie Sorsogon. In 1907 werd De Vera namens het 1e kiesdistrict van Sorsogon gekozen in het Filipijns Huis van Afgevaardigden. In zijn termijn in het Huis die duurde tot 1909 was hij onder meer voorzitter van de commissie voor de rechtspraak. In 1919 werd De Vera namens het 6e senaatsdistrict gekozen in de Senaat van de Filipijnen met een termijn tot 1925. 
In 1931 werd De Vera benoemd tot rechter van het Court of First Instance. In 1936 volgde een benoeming tot Commissaris voor Public Service. Vanaf 12 juli 1945 was De Vera lid van de Filipijnse kiescommissie COMELEC en in 1947 werd hij benoemd tot voorzitter van COMELEC. Deze functie bekleedde hij tot hij in 1951 op 80-jarige leeftijd overleed.